# روبرت ماكفيرسون
روبرت ماكفيرسون (بالإنجليزية: Robert MacPherson)‏;(ولد 25 مايو 1944 في ليكوود، أوهايو) عالم ورياضياتي ومخترع أمريكي وأستاذ في جامعة برينستون وجامعة باريس وقد نال شهادة الدكتوراة مِن جامعة هارفارد وفي عام 2012 أصبح عضواً في الأكاديمية الوطنية الأمريكية للعلوم، اشتهر بِاختراعه لنظرية تقاطع التماثل في الطوبولوجيا التي قدمها في إحدى أطروحاته في جامعة براون وقد قدمها مع مارك غورسكي.

## الجوائز
- جائزة NAS في الرياضيات (1992)
- جائزة ليروي ستيل (2002)
- جائزة هاينز هوبف (2009)[5]